# Verteuil-d'Agenais
Verteuil-d'Agenais é uma comuna francesa na região administrativa da Nova Aquitânia, no departamento Lot-et-Garonne. Estende-se por uma área de 22,88 km². Em 2010 a comuna tinha 594 habitantes (densidade: 26 hab./km²).